# Peter Løvenkrands
Peter Rosenkrands Løvenkrands (Hørsholm, 29 januari 1980) is een Deens voormalig betaald voetballer die bij voorkeur in de aanval speelde.

## Clubcarrière
Løvenkrands' carrière begon bij Akademisk Boldklub. Na twee jaar vertrok hij naar Rangers FC, waarvoor hij zes seizoenen speelde voor hij bij FC Schalke 04 tekende. Løvenkrands won één keer de Beker van Denemarken, één keer de Scottish Cup en met de Rangers werd hij twee keer kampioen van Schotland. Vervolgens speelde hij voor Newcastle United FC Hij tekende in juli 2012 een contract bij Birmingham City. Nadat zijn contract in 2014 afliep vond hij geen nieuwe club en in november van dat jaar beëindigde hij zijn loopbaan.

## Interlandcarrière
Løvenkrands kwam in totaal 22 keer (één doelpunt) uit voor de nationale ploeg van Denemarken in de periode 2002–2010. Onder leiding van bondscoach Morten Olsen maakte hij zijn debuut op woensdag 13 februari 2002 in de vriendschappelijke uitwedstrijd tegen Saoedi-Arabië, net als Daniel Jensen (sc Heerenveen) en Kasper Bøgelund (PSV). Denemarken won dat duel met 1-0 door een treffer van aanvaller Ebbe Sand. Løvenkrands maakte deel uit van de Deense selectie op het wereldkampioenschap voetbal 2006 en het Europees kampioenschap voetbal 2004.

## Privé
Løvenkrands is getrouwd en heeft één dochter. Ook zijn oudere broer Tommy Løvenkrands speelde betaald voetbal.

## Clubstatistieken

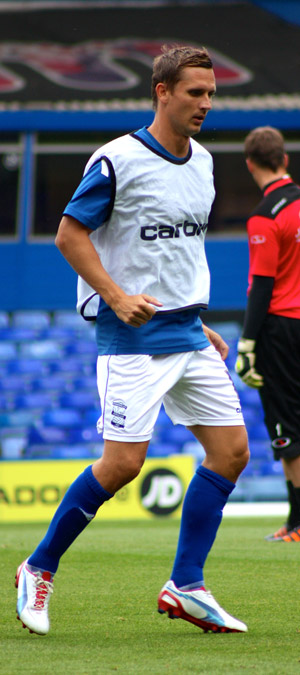
Peter Løvenkrands bij Rangers FC

| Seizoen  | Club               | Competitie     | Duels | Goals |
| -------- | ------------------ | -------------- | ----- | ----- |
| 1998-'99 | Akademisk Boldklub | Superligaen    | 18    | 2     |
| 1999-'00 | Akademisk Boldklub | Superligaen    | 14    | 5     |
| 2000-'01 | Glasgow Rangers    | Premier League | 8     | 0     |
| 2001-'02 | Glasgow Rangers    | Premier League | 19    | 2     |
| 2002-'03 | Glasgow Rangers    | Premier League | 27    | 9     |
| 2003-'04 | Glasgow Rangers    | Premier League | 25    | 9     |
| 2004-'05 | Glasgow Rangers    | Premier League | 17    | 3     |
| 2005-'06 | Glasgow Rangers    | Premier League | 33    | 14    |
| 2006-'07 | FC Schalke 04      | Bundesliga     | 24    | 6     |
| 2007-'08 | FC Schalke 04      | Bundesliga     | 20    | 0     |
| 2008-'09 | FC Schalke 04      | Bundesliga     | 0     | 0     |
| 2008-'09 | Newcastle United   | Premier League | 12    | 3     |
| 2009-'10 | Newcastle United   | Championship   | 29    | 13    |
| 2010-'11 | Newcastle United   | Premier League | 25    | 6     |
| 2011-'12 | Newcastle United   | Premier League | 9     | 0     |
| 2012-'13 | Birmingham City    | Championship   | 22    | 3     |
| 2013-'14 | Birmingham City    | Championship   | 15    | 1     |

## Erelijst
Newcastle United
- Football League Championship

2010